# 寡毛毛果一枝黄花
寡毛毛果一枝黄花（学名：Solidago virgaurea var. dahurica）为菊科一枝黄花属下的一个变种。

## 扩展阅读
- 維基物種上的相關：寡毛毛果一枝黄花